# 83e bataillon de tirailleurs sénégalais
Le 83e Bataillon de Tirailleurs Sénégalais (ou 83e BTS) est un bataillon français des troupes coloniales.

## Création et différentes dénominations
- 03/07/1916: Création du 83e Bataillon de Tirailleurs Sénégalais à Saint-Raphaël, en bataillon d'étape, avec des éléments provenant des 44e, 73e et 81e BTS.

Ce bataillon a été constitué essentiellement d'hommes originaires du Mali, contrairement à l'appellation « Sénégalais ». La proportion de « Peuls » (68 %) est exceptionnelle pour un bataillon de ce type. Le déséquilibre par rapport aux "Bambaras", qui est l'ethnie majoritaire au Mali, a donné à ce groupe des particularités uniques.

## Chefs de corps
- 03/07/1916: Chef de bataillon Marchand
- 25/10/1916: Capitaine Champenois
- 29/04/1918: Capitaine '
- 01/12/1918: Chef de bataillon Lucas

## Historique des garnisons, combats et batailles du83eBTS
- 07/07/1916: Le bataillon envoie 9 caporaux au 82e BTS
- 09/07/1916: Le bataillon embarque par voie ferrée à destination de Moulins
- 10/07/1916: Arrivée à Moulins, le bataillon est affecté à l'atelier de chargement de munitions

- 08/01/1917: Arrivée de 230 sénégalais destinés à remplacer les 230 volontaires pour le front
- 12/01/1917: Départ des 230 volontaires pour Fréjus (instruction)
- 08/04/1917: La 4e compagnie va relever les derniers éléments du 33e BTS qui regagnent Fréjus,à Montluçon
- 20/06/1917: 50 tirailleurs du 73e BTS arrivent en remplacement des 47 tirailleurs désignés pour regagner Fréjus afin de servir dans des formations automobiles. Ces 47 tirailleurs partent le 22 juin.

- 02/02/1918: Une explosion dans l'atelier de munitions détruit l'atelier et les cantonnements, de nombreux tirailleurs sont blessés (1 tué, 20 hospitalisés, 3 manquants).
- 05/02/1918: Le bataillon reçoit l'ordre de rejoindre l'atelier de chargement de Montluçon
- 06/02/1918: Le bataillon arrive aux ateliers de Montluçon
- 08/04/1918: Le bataillon rejoint Fréjus, à l'exception de la 4e compagnie qui reste à Montluçon
- 22/04/1918: Le 83e Bataillon d'étape devient bataillon de renfort, il passe 85 inaptes au 82e BTS et 7 au 72e BTS. La 4e compagnie passe au 73e BTS dont elle devient la 32e compagnie
- 24/06/1918: Le 82e BTS passe au 83e son effectif de 1070 tirailleurs groupés en 2 compagnies (qui deviennent les 5e et 6e compagnies du 83e BTS). Ces tirailleurs proviennent de l'atelier de chargement munitions de Vénissieux et du 73e BTS
- 31/07/1918: Départ de trois détachements de renfort pour les armées à destination des 66e, 67e et 68e BTS
- 23/08/1918: Départ d'un détachement de renfort pour les armées à destination du 6e BTS
- 24/09/1918: Départ d'un détachement de 384 tirailleurs en renfort pour les armées à destination des 27e, 43e, 78e et 79e BTS
- 01/10/1918:Les 5e et 6e compagnies sont dissoutes
- 28/10/1918: Arrivée au bataillon de 102 recrues provenant du 72e BTS
- 29/10/1918: Arrivée au bataillon de 34 recrues provenant du 73e BTS
- 01/11/1918: 27 tirailleurs passent au 72e BTS
- 02/11/1918: Arrivée au bataillon de 2 sergents, 9 caporaux et 329 tirailleurs provenant des 72e et 119e BTS
- 03/12/1918: Le bataillon passe 3 sergents, 19 caporaux et 332 tirailleurs aux 43e, 61e, 62e, 64e et 93e BTS
- 05/12/1918: Il reçoit 188 tirailleurs du 73e BTS et passe 2 sergents, 26 caporaux et 63 tirailleurs aux 66e et 67eBTS
- 10/12/1918: Le bataillon passe 3 caporaux et 67 tirailleurs aux 43e BTS
- 18/12/1918: Le bataillon reçoit 83 tirailleurs du 73e BTS
- 19/12/1918: Le bataillon reçoit 1 caporal et 46 tirailleurs du 73e BTS
- 26/12/1918: Le bataillon reçoit 90 tirailleurs du 73e BTS

- 03/01/1919: Le bataillon reçoit 1 caporal et 101 tirailleurs du 73e BTS
- 16/01/1919: Le bataillon reçoit 61 tirailleurs du 73e BTS
- 24/01/1919: Le bataillon reçoit 49 tirailleurs du 73e BTS
- 29/01/1919: Le bataillon reçoit 67 tirailleurs du 73e BTS
- 01/02/1919: Le bataillon passe 72 tirailleurs au 72e BTS
- 22/04/1919: Le bataillon reçoit 8 hommes du 85e BTS qui vient d'être dissous

### Sources et bibliographie
- Mémoire des Hommes